# 旭川紋別自動車道
旭川紋別自動車道（日语：／ Asahikawa-Mombetsu jidōshadō */?）是一條由北海道上川郡比布町至北海道紋別市的高規格幹線道路（國道450號）。高速公路路線編號被編為E39。

## 通過市町村
- 北海道
  - 上川綜合振興局管內
    - 旭川市 - 上川郡比布町 - 上川郡愛別町 - 上川郡當麻町 - 上川郡上川町

  - 鄂霍次克綜合振興局管內
    - 紋別郡遠輕町 - 紋別郡湧別町 - 紋別市

## 事業名
- 旭川愛別道路：比布JCT - 愛別IC
- 愛別上川道路：愛別IC - 上川層雲峽IC
- 上川上越道路：上川層雲峽IC - 浮島IC
- 上越白瀧道路：浮島IC - 白瀧IC
- 白瀧丸瀨布道路：白瀧IC - 丸瀨布IC
- 計畫中：遠輕豐里IC - 紋別市

## 連接高速道路
- E5 道央自動車道（於比布JCT連接）

## 交流道
- 交流道（IC）編號欄的背景色為■顯示該部分道路已經啟用。設施欄的背景色為■顯示路段未啟用或休止的設施。
- IC為交流道的簡寫，JCT為系統交流道的簡寫，SA為服務區的簡寫，PA為停車區（日语：パーキングエリア）的簡寫，CB為車輛輪胎穿脫鐵鏈場的簡寫。

| 交流道 編號 | 中文設施名稱    | 日文設施名稱 | 英文設施名稱 | 接續路線名稱                                  | 起點 里程 （公里） | 備註                          | 所在地             | 所在地 | 所在地 |
| ----------- | --------------- | ------------ | ------------ | --------------------------------------------- | ------------------ | ----------------------------- | ------------------ | ------ | ------ |
| 46          | 比布JCT/TB      |              |              | E5 道央自動車道                               | 0.0                | 併設公路收費站                | 上川綜合振興局     | 上川郡 | 比布町 |
| 1           | 比布北IC        |              |              | 北海道道1143號比布北Inter線                   | 2.6                | 此起至遠輕IC為止為免費路段    | 上川綜合振興局     | 上川郡 | 比布町 |
| 2           | 愛別IC          |              |              | 北海道道1169號愛別Inter線                     | 9.3                |                               | 上川綜合振興局     | 上川郡 | 愛別町 |
| 2-1         | 愛山上川IC      |              |              | 國道39號                                      | 19.3               | 旭川方向出入口                | 上川綜合振興局     | 上川郡 | 愛別町 |
| 3           | 上川層雲峽IC    |              |              | 北海道道1171號上川層雲峽Inter線               | 26.7               |                               | 上川綜合振興局     | 上川郡 | 上川町 |
| -           | 上川天幕出入口  |              |              | 國道273號                                     | 34.7               | 2010年3月28日廢除             | 上川綜合振興局     | 上川郡 | 上川町 |
| 4           | 浮島IC          |              |              | 國道273號                                     | 44.7               |                               | 上川綜合振興局     | 上川郡 | 上川町 |
| -           | 浮島CB          |              |              |                                               | -                  |                               | 上川綜合振興局     | 上川郡 | 上川町 |
| 5           | 奧白瀧IC 白瀧PA |              |              | 遠輕町道奧白瀧Inter線                         | 53.9               | 白瀧PA併設道之驛白瀧          | 鄂霍茨克綜合振興局 | 紋別郡 | 遠輕町 |
| 6           | 白瀧IC          |              |              | 國道333號                                     | 64.5               |                               | 鄂霍茨克綜合振興局 | 紋別郡 | 遠輕町 |
| -           | 舊白瀧出入口    |              |              | 國道333號                                     | 70.1               | 2009年12月12日廢除            | 鄂霍茨克綜合振興局 | 紋別郡 | 遠輕町 |
| 7           | 丸瀨布IC        |              |              | 北海道道1163號丸瀨布Inter線                   | 80.5               |                               | 鄂霍茨克綜合振興局 | 紋別郡 | 遠輕町 |
| 8           | 遠輕瀨戶瀨IC    |              |              | 北海道道493號奧瀨戶瀨瀨戶瀨停車場線           | 91.7               |                               | 鄂霍茨克綜合振興局 | 紋別郡 | 遠輕町 |
| 9           | 遠輕IC          |              |              | 國道242號 國道333號、遠輕北見道路（調查路段） | 98.5               | 與道之驛遠輕 森之鄂霍茨克鄰接 | 鄂霍茨克綜合振興局 | 紋別郡 | 遠輕町 |
| -           | 遠輕中央IC      |              |              | 北海道道244號遠輕芭露線                       |                    | 興建中                        | 鄂霍茨克綜合振興局 | 紋別郡 | 遠輕町 |
| -           | 上湧別IC        |              |              |                                               | 112.3              | 興建中                        | 鄂霍茨克綜合振興局 | 紋別郡 | 湧別町 |
| 計劃中      |                 |              |              |                                               |                    |                               |                    |        |        |

## 主要隧道與橋梁
- 愛別大橋（長444米）
- 愛別隧道（長2,958米）
- 中越隧道（長3,284米）
- 上越隧道（長1,835米）
- 北大雪隧道（長4,098米）
- 下白瀧隧道（長1,299米）

## 歷史
- 1988年 - 事業化
- 2002年3月30日 - 浮島IC至白瀧IC開通。
- 2004年3月27日 - 比布JCT至愛別IC開通，連接道央自動車道。
- 2004年10月30日 - 愛別IC至愛山上川IC開通。
- 2006年11月19日 - 愛山上川IC至上川天幕出入口開通。
- 2007年3月18日 - 舊白瀧出入口至丸瀨布IC開通。
- 2008年8月30日 - 奧白瀧IC啟用。
- 2009年12月12日 - 白瀧IC至舊白瀧出入口開通，舊白瀧出入口停用。
- 2010年3月28日 - 上川天幕出入口至浮島IC開通，上川天幕出入口停用。

## 車道數、最高速度
| 區間                | 車道數 上下線=上行線+下行線 | 最高速度          | 管理者                               |
| ------------------- | --------------------------- | ----------------- | ------------------------------------ |
| 比布JCT-比布TB      | 2=1+1                       | 70km/h 部分80km/h | 東日本高速道路北海道支社             |
| 比布TB-北大雪隧道   | 2=1+1                       | 70km/h 部分80km/h | 國土交通省北海道開發局旭川開發建設部 |
| 北大雪隧道-丸瀨布IC | 2=1+1                       | 70km/h 部分80km/h | 國土交通省北海道開發局網走開發建設部 |

## 預定通車年度
- 丸瀨布IC - 遠輕豐里IC：2016年或以後
- 遠輕豐里IC - 紋別市：未定

## 利用狀況
- 日平均交通量（平成17年）
  - 上川郡愛別町字金富：3,147輛
  - 上川郡上川町字上越：2,177輛

## 關連項目
- 高速道路
- 日本高速道路
- 日本高速公路列表
- 北海道

## 外部連結
- 東日本高速道路株式會社 （页面存档备份，存于）
  - e-NEXCOドライブプラザ 高速料金検索 （页面存档备份，存于）
- 北海道開發局 （页面存档备份，存于）